# Alojzy Piontek
Alojzy Piontek, właściwie Alojzy Piątek (ur. 23 listopada 1934 w Chorzowie, zm. 29 października 2005 w Zabrzu) – górnik kopalni „Mikulczyce-Rokitnica” w Zabrzu, jeden z dziewiętnastu, których przysypał zawał chodnika w pokładzie 508 (780 metrów pod ziemią) podczas katastrofy górniczej 23 marca 1971.
Ośmiu górników uratowano już w parę godzin po katastrofie, z pozostałych jedenastu Alojzy Piontek przeżył jako jedyny. W zawalonym na długości 72 m chodniku został przyciśnięty styliskiem od łopaty. Przepiłował je blaszką od lampki górniczej na kasku i przeczołgał się do nieprzysypanej niszy, w której przetrwał ponad sześć i pół doby, pijąc własny mocz. Ekipy ratownicze dotarły do niego rankiem 30 marca; do tego czasu odnaleziono już zwłoki ośmiu górników i mało kto wierzył, że którykolwiek z pozostałych trzech mógł jeszcze żyć. Krótko po odnalezieniu Piontka, który przetrzymał 158 godzin w zawale, wydobyto zwłoki ostatnich dwóch górników.
Uratowanie Alojzego Piontka nazwano „cudem w Zabrzu”, ponieważ był to pierwszy odnotowany w historii górnictwa przypadek, by zasypany górnik sam, w małej przestrzeni, bez żywności i wody, przetrwał tak długi czas i doczekał ratunku. Od tego czasu przykład Alojzego Piontka był podawany przy każdej górniczej akcji ratunkowej jako dowód, że trzeba ją prowadzić do końca w nadziei na uratowanie górników. Sam Piontek stał się postacią publiczną i powszechnie rozpoznawalną. Po wypadku przeniesiono go na rentę z powodu objawów pylicy i urazu psychicznego po wypadku; już nigdy więcej nie zjechał pod ziemię, ale uczestniczył w wielu spotkaniach, wspominając to wydarzenie.
O Alojzym Piontku śląski reżyser Antoni Halor nakręcił w 1971 film dokumentalny Czarne słońce, poświęcono mu książkę (Zawał Janusza Roszki), a nawet komiks, 508, alarm. W ostatnich latach życia ciężko chorował na pylicę, zmarł w wieku 70 lat. Został pochowany na cmentarzu w zabrzańskiej Rokitnicy.
Po śmierci Alojzego Piontka miała miejsce w polskim górnictwie podobna, udana akcja ratownicza, kiedy to po wypadku w kopalni „Halemba”, 27 listopada 2006 uratowano górnika Zbigniewa Nowaka, który samotnie przetrwał 111 godzin w zawale.